# Халлешес Тор

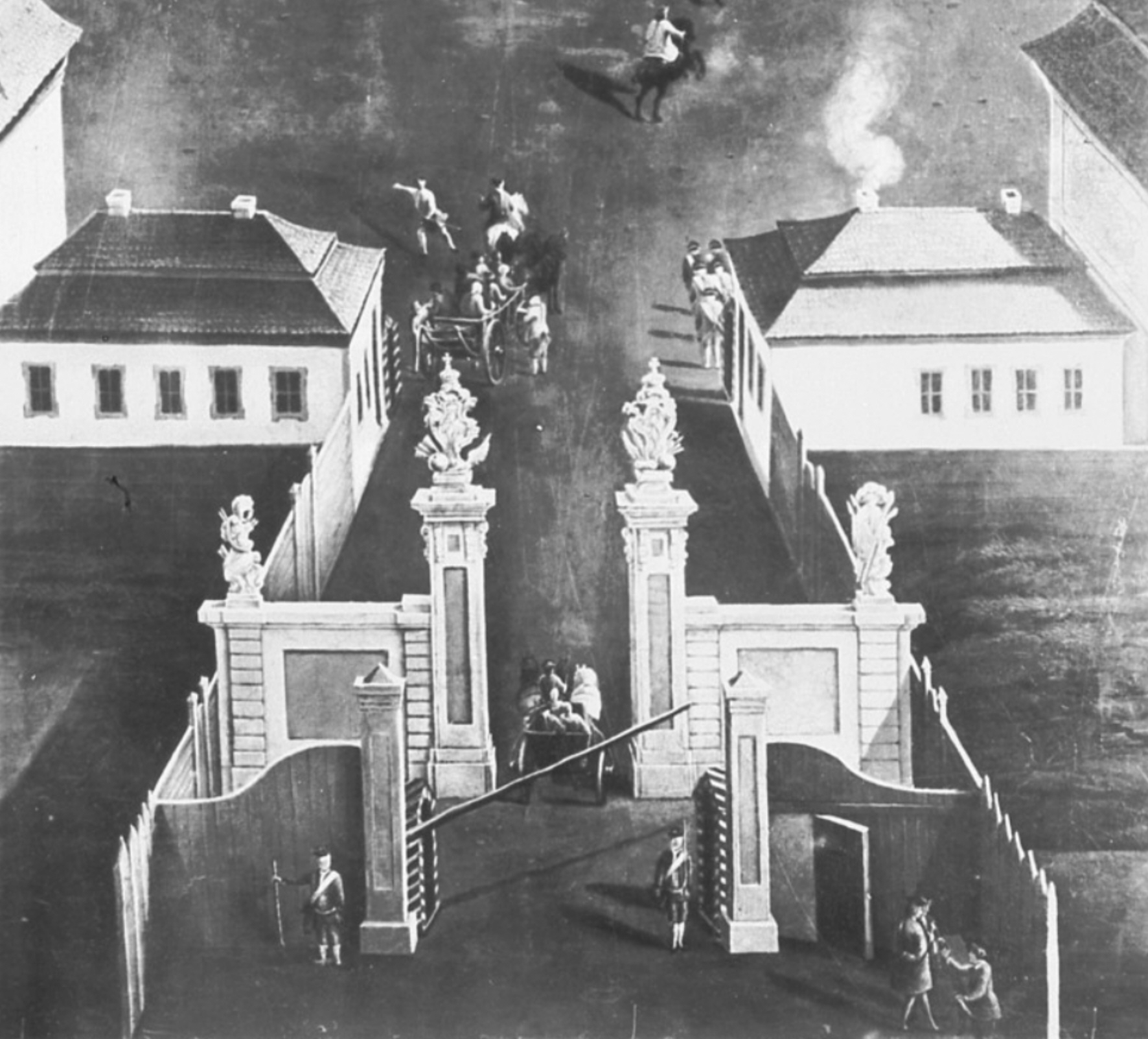
Халлешес Тор. 1730

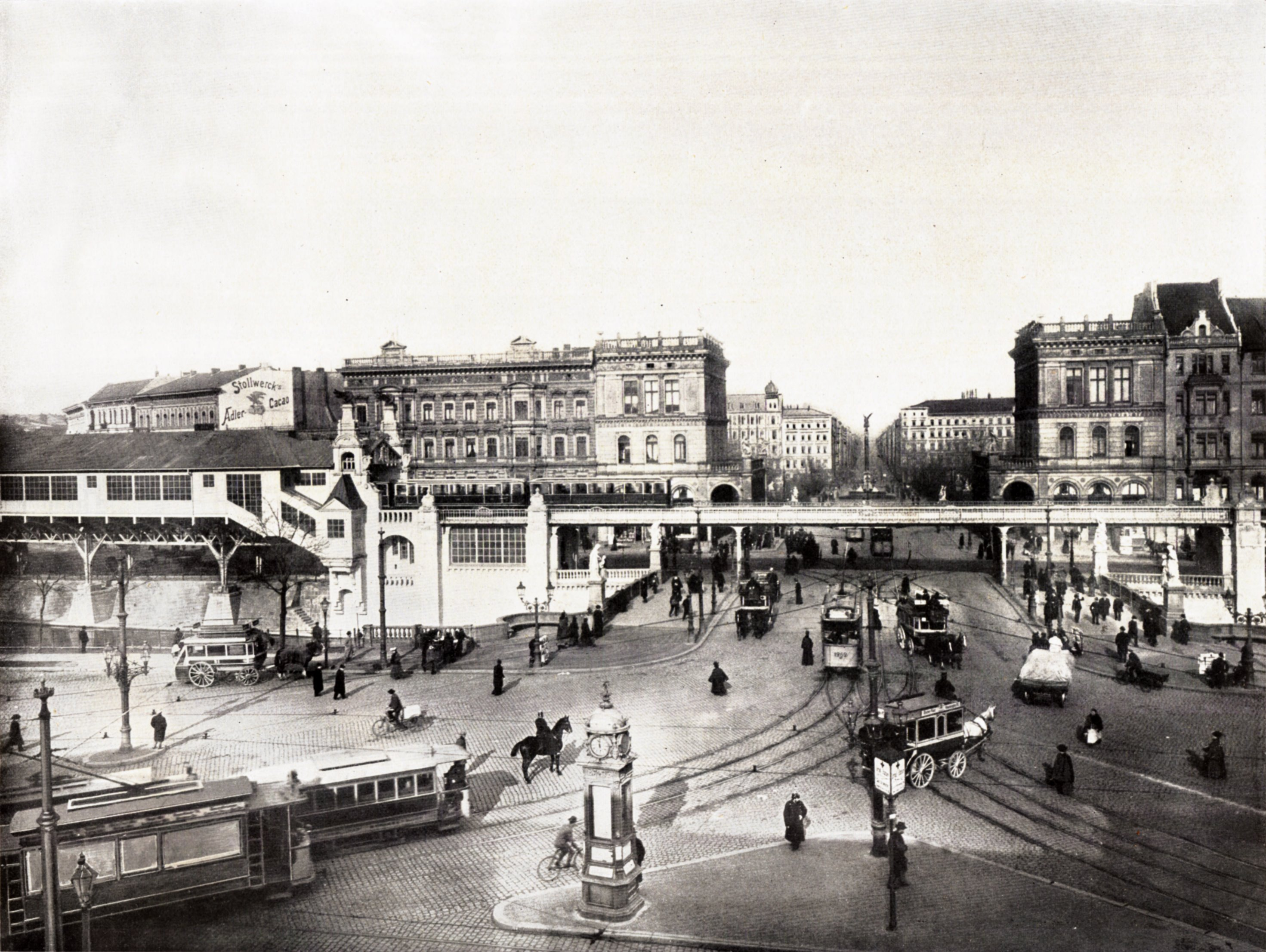
Халлешес Тор. 1900

Халлешес Тор (нем. Hallesches Tor) – несохранившиеся ворота в составе таможенной стены, располагавшиеся в сегодняшнем берлинском районе Кройцберг, к югу от площади Мерингплац на улице Hallesches Ufer. Сегодня здесь находится станция метрополитена "Халлешес Тор".
Были названы в честь исторических, уже не существующих ворот Берлинской таможенной стены, которая заменила Берлинскую городскую стену в XVIII веке. Ворота располагались на юге Берлина между площадью Вассертор и Потсдамскими воротами и образовывали выход в сторону
прусского Галле. До указа 1812 года о евреях это были единственными воротами на юге Берлина, через которые евреям разрешалось проходить в Берлин, с обязательной регистрацией. На севере им разрешалось въезжать в город только через Розенталерские ворота - с 1750 г. через Пренцлауэрские ворота.

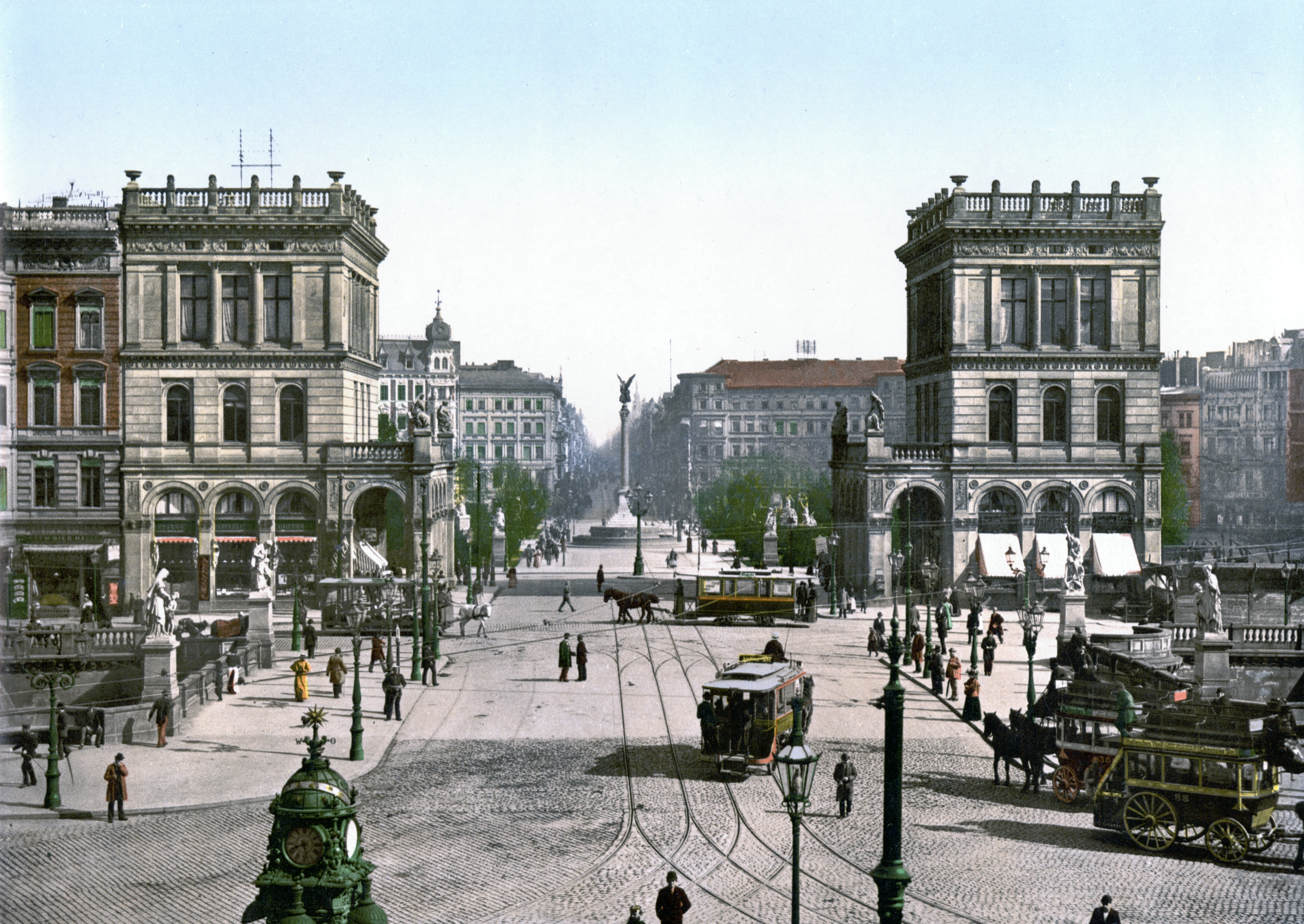

С начала XVIII века за пределами бывшего города перед халлешерскими воротами было построено несколько кладбищ. Район был назван Am Halleschen Thore примерно в 1848 году. С 1876 по 1879 год здесь были построены жилые и коммерческие здания с аркадами и Belle-Alliance-Brücke в качестве представительного входа в центр Берлина вместо ворот. Комплекс был украшен четырьмя группами фигур, изображающих торговлю и прогресс. После серьезных военных повреждений и послевоенного сноса мост был восстановлен в 1950-х и 1980-х годах, были заново собраны две группы фигур.
Из достопримечательных объектов рядом находятся Немецкий технический музей, Башня Кройцберг. На северо-востоке в 1 км размещается Еврейский музей Берлина, Школа Медиа и Дизайна Берлина, Берлинская галерея. На юге в 1 км размещается Музей гомосексуальности.